# Armaenia Editorial
Armaenia Editorial és una editorial espanyola independent que publica narrativa i assaig d'autors estrangers contemporanis.

## Història
L'editorial, que té la seu a Majadahonda (Madrid), va ser fundada el 2016 per Eva Guillén i Ricardo López, dos llicenciats en carreres universitàries allunyades de l'edició i amb un gust comú per la lectura i els viatges. El nom de l'editorial s'origina en la seva atracció per Armènia, «un país amb una història fascinant, d'arrels profundes i antigues, però amb un esperit cosmopolita, emprenedor i orgullosament independent, com pretén ser la nostra editorial».

## Catàleg
Armaenia Editorial ha vingut nodrint al mateix temps dues col·leccions anomenades simplement Narrativa i Ensayo. La col·lecció Narrativa publica traduccions d'autors estrangers dispars tant per la diversitat de les seves nacionalitats i cultures com pel nivell de reconeixement assolit fins ara: inclou narradors com l'algeriana Assia Djebar (finalista al Nobel de Literatura el 2014) o el francès Jean-Christophe Rufin (guardonat amb el Goncourt) juntament amb escriptors molt menys coneguts pel públic de parla hispana.
Van estrenar la col·lecció Narrativa Huérfanos de Dios, del cors Marc Biancarelli, novel·la guanyadora del Prix Révélations de la Société des Gens de Lettres-SGDL (2014) i del Prix du Livre Corse (2015), i la igualment multipremiada Viaje a Virgenia, d'Armen Melikian. La novel·la negra Hombre tigre, de l'indonesi Eka Kurniawan, havia merescut també el 2016 el Financial Times Emerging Voices Fiction Award. Alguns dels llibres amb millor recepció van ser Frontera, de la búlgara Kapka Kassabova, Paciente X, del britànic David Peace, i Insumisa, de Yevgenia Yarowslaskaia Markon; aquest últim és una autobiografia de l'autora, escrita a la presó abans de ser afusellada als 29 anys pel règim soviètic.
Aquests i altres títols configuren una narrativa caracteritzada per la seva multiculturalitat i per l'allunyament del cànon realista occidental; es tracta d'oferir, en paraules d'Eva Guillén, «històries que ens facin sortir de nosaltres mateixos i d'aquest individualisme i obsessió pel jo que tant ens envolta.» La col·lecció Assaig, més reduïda, s'inclina per les mirades heterodoxes sobre qüestions de signe polític, històric o filosòfic, amb especial atenció a temes candents: la crisi climàtica, les desigualtats econòmiques i socials, la immigració o el fanatisme ideològic o religiós.